# Sauviat-sur-Vige
Sauviat-sur-Vige è un comune francese di 956 abitanti situato nel dipartimento dell'Alta Vienne nella regione della Nuova Aquitania.

## Società

### Evoluzione demografica
Abitanti censiti